# Афендулов, Сергей Алексеевич
Сергей Алексеевич Афендулов (1 мая 1951, Карагандинская область — 24 марта 2012, автодорога «Kузьминские Отвержки — Тюшевка», Липецкая область) — депутат Государственной думы четвёртого созыва (2004—2007) от Липецкой области, фракция партии «Единая Россия», заслуженный врач России.

## Биография
В 1974 г. окончил Карагандинский медицинский институт и интернатуру по хирургии. Доктор медицинских наук, заслуженный врач Российской Федерации.
Работал в медсанчасти Карагандинского металлургического комбината.
- 1993—1997 — главный хирург управления здравоохранения Липецкой области,
- 1997—2003 — главный врач медсанчасти Новолипецкого металлургического комбината (НЛМК), затем директор ОАО «НЛМК» по медико-социальным вопросам.
- 1998—2000 — депутат Липецкого областного совета,
- 2003—2007 — депутат Государственной Думы ФС РФ четвёртого созыва от избирательного округа 103 (Липецкий округ, Липецкая область), член Фракция «Единая Россия». Заместитель председателя Комитета ГД по охране здоровья.

В мае 2004 г. региональный политсовет липецкого отделения «Единой России» не утвердил С. Афендулова на должность секретаря регионального политсовета, что было расценено как результат противоречий главы НЛМК Владимира Лисина и губернатора Липецкой области Олега Королева.
Соавтор более 220 научных работ, 3 монографий, 13 изобретений и свыше 35 рационализаторских предложений. Под его руководством защищены семь кандидатских диссертаций и одна докторская.
24 марта 2012 погиб в результате ДТП, произошедшего на автодороге «с. Kузьминские Отвержки — с. Тюшевка», похоронен в Липецке.

## Семья
Женат, трое дочерей — Надежда Афендулова (род. 1988), Ирина Афендулова (род. 1974) → врач офтальмолог главного отделения медсанчасти ОАО Новолипецкого металлургического комбината, приёмная дочь Светлана Анисимова → работает в липецком отделении Сбербанка.

## Награды и звания
Заслуженный врач Российской Федерации (2000).